# Gammaropsis
Gammaropsis är ett släkte av kräftdjur som beskrevs av Liljeborg 1855. Gammaropsis ingår i familjen Isaeidae.

## Bildgalleri

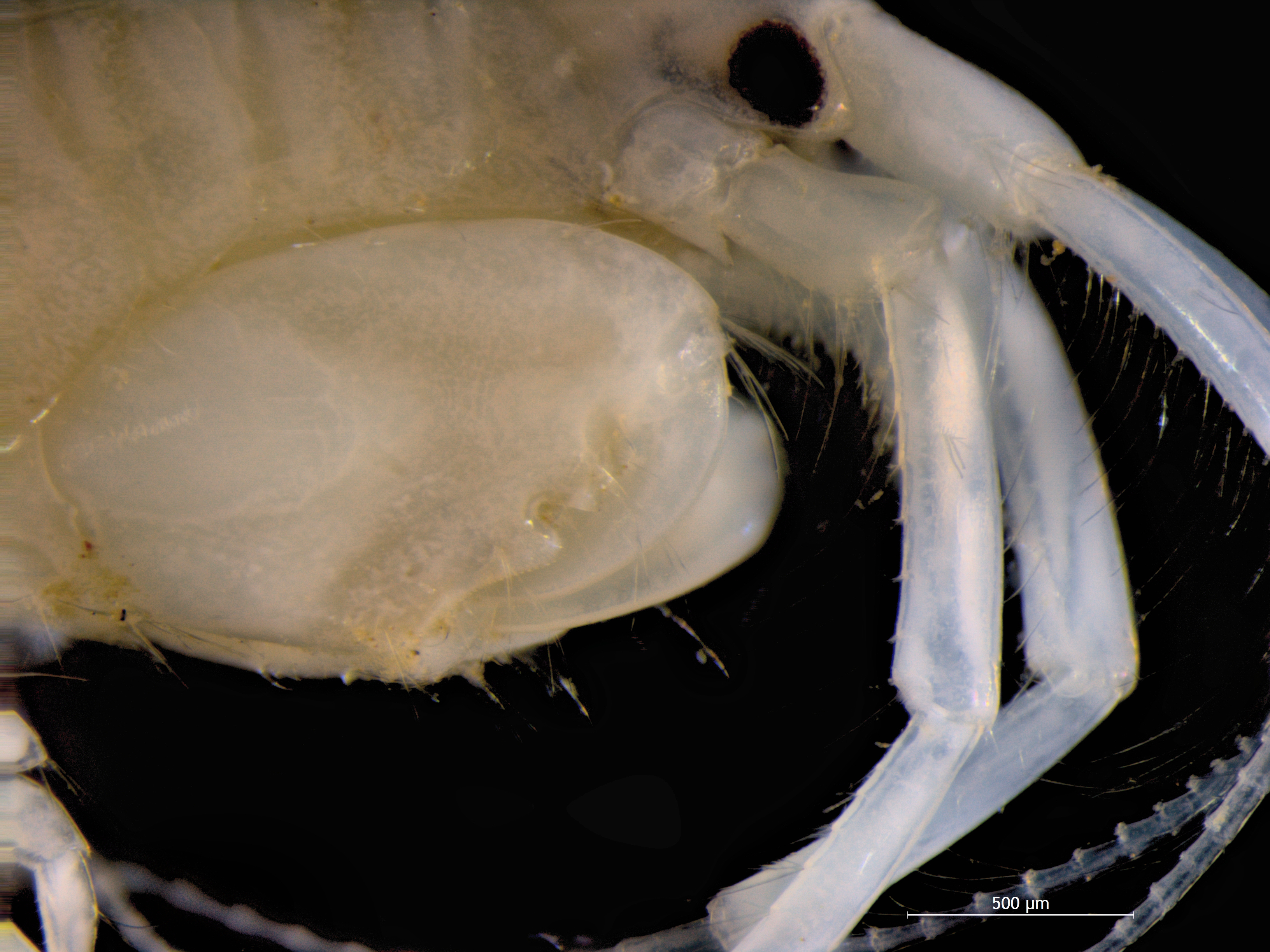
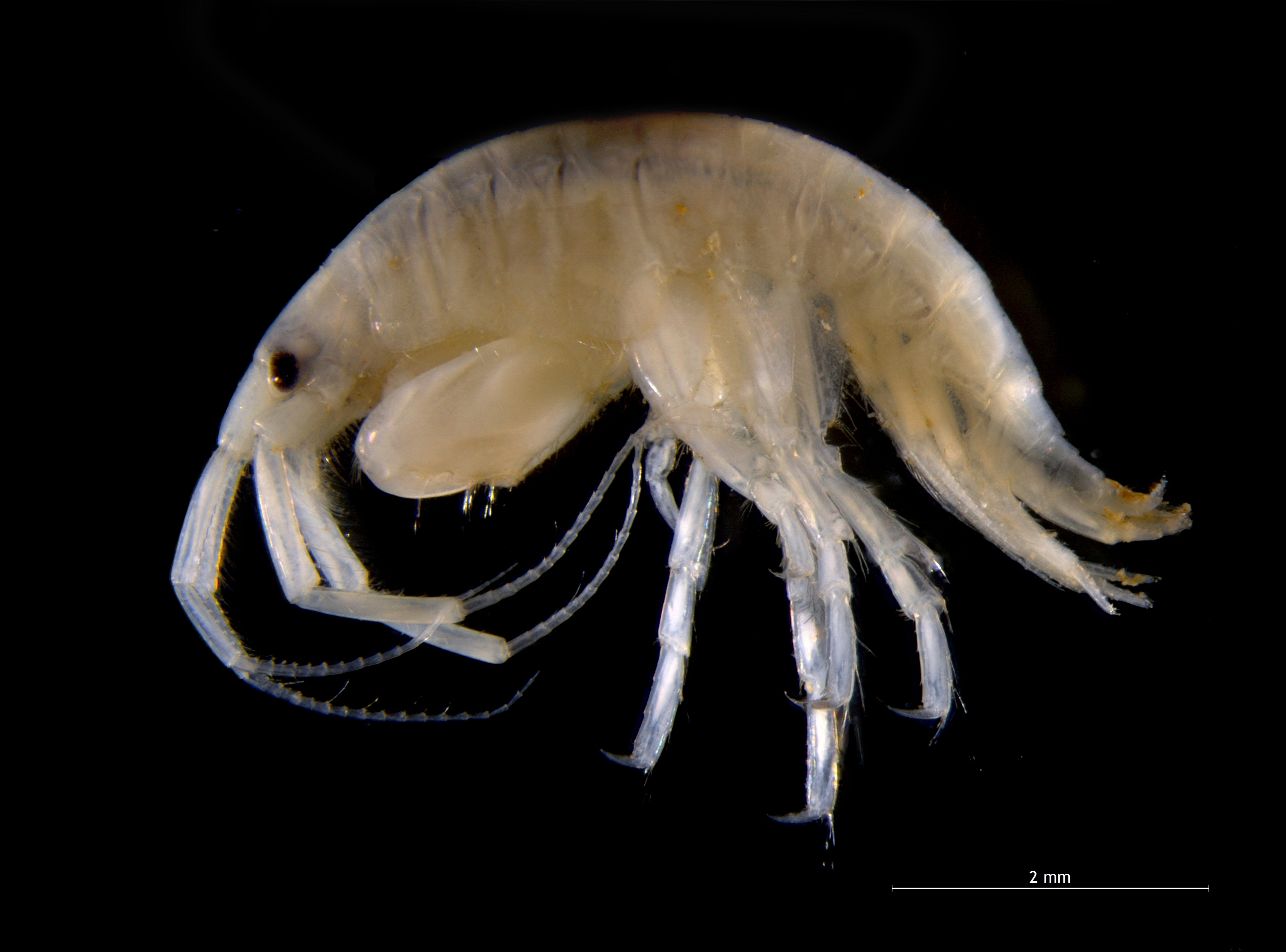

## Dottertaxa tillGammaropsis, i alfabetisk ordning[1][2]
- Gammaropsis afra
- Gammaropsis alamoana
- Gammaropsis amchitkensis
- Gammaropsis angustimana
- Gammaropsis atlantica
- Gammaropsis barnardi
- Gammaropsis chionoecetophila
- Gammaropsis cornuta
- Gammaropsis dentatus
- Gammaropsis digitata
- Gammaropsis effrena
- Gammaropsis ellisi
- Gammaropsis inaequistylis
- Gammaropsis kaumaka
- Gammaropsis lindahli
- Gammaropsis lobata
- Gammaropsis maculata
- Gammaropsis maculatus
- Gammaropsis mamola
- Gammaropsis martesia
- Gammaropsis melanops
- Gammaropsis nitida
- Gammaropsis ocellata
- Gammaropsis ociosa
- Gammaropsis pali
- Gammaropsis palmata
- Gammaropsis pokipoki
- Gammaropsis setosa
- Gammaropsis shoemakeri
- Gammaropsis sophiae
- Gammaropsis spinosa
- Gammaropsis sutherlandi
- Gammaropsis thompsoni